# Arnoglossum
Artykuł ten został zgłoszony do umieszczenia na stronie głównej w rubryce „Czy wiesz”.
Pomóż nam go sprawdzić: oceń zgłoszoną nominację.
Arnoglossum – rodzaj roślin z rodziny astrowatych (Orobanchaceae). Obejmuje 8 gatunków. Występują we wschodniej i środkowej części Ameryki Północnej.

## Morfologia
PokrójRośliny zielne, wieloletnie. Pędy zwykle prosto wzniesione, pojedyncze i nierozgałęzione, osiągające od 30 do 300 cm wysokości.
LiścieOdziomkowe i łodygowe, skrętoległe, ogonkowe lub siedzące. Blaszka dłoniasto użyłkowana, zwykle sercowata, strzałkowata, jajowata, eliptyczna lub nerkowata, rzadziej równowąska; całobrzega lub ząbkowana, czasem zatokowo wcinana lub klapowana, na ogół naga.
KwiatyZebrane w koszyczki, a te w baldachogroniaste kwiatostany złożone. Okrywy walcowate lub stożkowate, od 2,5 do 5 mm średnicy. Listki okrywy trwałe, wyrastają w jednym lub dwóch rzędach, są prosto wzniesione w czasie kwitnienia i odgięte się w czasie owocowania. Są równowąskie do jajowatych, równej długości, na brzegu obłonione. Dno kwiatostanowe jest płaskie lub wypukłe z wgłębieniami, ale bez plewinek. Kwiatów języczkowych brak. W koszyczku rozwija się 5 obupłciowych kwiatów rurkowatych. Korony są kremowe, zielonobiałe, czasem fioletowo nabiegłe w górnej części. W dole korona jest rurkowata, wyżej z lejkowatą lub dzwonkowatą gardzielą, zakończona 5 rozpostartymi lub odgiętymi, lancetowatymi łatkami.
OwoceNiełupki maczugowate, walcowate lub wrzecionowate, są 10–15-żebrowe i nagie. Puch kielichowy trwały, ale kruchy, w postaci ponad 100 białych, delikatnych, gładkich lub pierzastych ości.

## Systematyka
Pozycja systematyczna
Rodzaj z rodziny astrowatych Asteraceae z podrodziny Asteroideae z plemienia Senecioneae i podplemienia Tussilagininae.
Wykaz gatunków
- Arnoglossum album L.C.Anderson
- Arnoglossum atriplicifolium (L.) H.Rob.
- Arnoglossum diversifolium (Torr. & A.Gray) H.Rob.
- Arnoglossum floridanum (A.Gray) H.Rob.
- Arnoglossum ovatum (Walter) H.Rob.
- Arnoglossum plantagineum Raf.
- Arnoglossum reniforme (Hook.) H.Rob.
- Arnoglossum sulcatum (Fernald) H.Rob.